# Eniu Todorov
Eniu Todorov   (Aprílovo, 22 de febrer de 1943 - Sofia, 26 de maig de 2022) fou un lluitador búlgar, especialista en lluita lliure, guanyador d'una medalla olímpica.
El 1968 va prendre part en els Jocs Olímpics d'Estiu de Ciutat de Mèxic, on guanyà la medalla de plata en la competició del pes ploma del programa de lluita lliure.
En el seu palmarès també destaquen quatre medalles en el Campionat d'Europa, d'or el 1968, 1969 i 1970 i de plata el 1966.